# Norwood (New York)
Norwood è un villaggio degli Stati Uniti d'America, situato nello stato di New York, nella contea di St. Lawrence.